# Birkenberg (Frankenhöhe)
Der Birkenberg ist mit 547 m ü. NHN die zweithöchste Erhebung der in Bayern und Baden-Württemberg gelegenen Frankenhöhe.

## Beschreibung
Der Birkenberg steht im bayrischen Landkreis Ansbach rund 2 km nordnordwestlich von Schnelldorf und etwa 950 m westnordwestlich der an der A 6 gelegenen Anschlussstelle Schnelldorf. Die Autobahn zieht parallel zum Bergverlauf auf knapp über 500 m ü. NHN über seinen südlichen Hangfuß, etwa 200 m von seinem höchsten Punkt entfernt. Der Berg ist ein sich in Richtung Westsüdwest erstreckender Höhenrücken, knapp 900 Meter vom Gipfel liegt in dieser Richtung der 536 m ü. NHN hohe Nebengipfel des Ochsenbergs. An seiner Nordost- und Ostseite zieht um den Birkenberg die Staats- bzw. Landesstraße L 2222 herum, die das bayerische Schnelldorf über die Autobahn-Anschlussstelle mit dem baden-württembergischen Michelbach an der Lücke verbindet.
Etwa 500 Meter nördlich seines Gipfels entspringt am Hangfuß des Birkenbergs der linke Oberlauf Wirtsholzgraben des Hengstbachs aus dem Diebsbrunnen, er fließt wie dieser nach Westen und entwässert über den Wallhäuser Weidenbach letztlich zum Rhein. Etwa doppelt so weit in nordöstlicher Richtung liegt das Quellgebiet des Heckelbachs am Südhang des Hornbergs, dieser Bach durchfließt zunächst 1,4 km östlich der Birkenbergkuppe den kleinen Erlensee, an dem ein Zeltplatz liegt, und entwässert dann über Ampfrach und Wörnitz zur Donau. Quer zur morphologische Mulde aus den beiden oberen Bachtälern, die von der Landesstraße genutzt wird, läuft also über den Sattel die Europäische Hauptwasserscheide vom Gipfel des Birkenbergs zur etwa 1,5 km nordöstlich davon gelegenen Hochfläche des Hornbergs, des höchsten Bergs der Frankenhöhe.
Die stark bewaldete Bergkuppe des Birkenbergs ist nur auf Waldwegen zu erreichen.